# سوکاکو تاکدا
سوکاکو تاکدا (به ژاپنی: 武田 惣角)، بنیان‌گذار مدرسهٔ جوجیتسو با نام اختصاری دایتو ریو آیکی جوجوتسو است. از معروف‌ترین شاگردان او می‌توان به موریهه اوشیبا، بنیان‌گذار هنر رزمی آی‌کی‌دو، و همچنین چوئی یونگ سول، بنیان‌گذار هنر رزمی هاپکیدو نیز اشاره کرد. از دیگر شاگردان او می‌توان به هوساکو ماتسودا اشاره کرد که شاگردان او بنیان‌گذاران هنرهای رزمی مثل هاکو ریو جوجوتسو و شورینجی کمپو نیز بوده‌اند. نفوذ تعالیم سوکاکو تاکدا را می‌توان به راحتی در هنرهای رزمی زیادی مانند آیکیدو، هاکو ریو، شورینجی کمپو، هاپکیدو و همچنین فنون و تکنیک‌های دستهٔ کاتا هنر رزمی جودو نیز مشاهده کرد.